# Избоево
Избоево — деревня в Локнянском районе Псковской области России. 
Входит в состав Подберезинской волости.
Расположена в 36 км к востоку от райцентра Локня, на правом (противоположном от волостного центра, села Подберезье) берегу реки Ловать.
| 2001 | 2002 | 2010 |
| ---- | ---- | ---- |
| 85   | ↘79  | ↘67  |

Численность населения деревни составляла 85 жителей в 2000 году, 75 жителей в 2011 году.